# Parepimelitta femoralis
Parepimelitta femoralis là một loài bọ cánh cứng trong họ Cerambycidae.